# Welcome (Minnesota)
Welcome é uma cidade localizada no estado americano de Minnesota, no Condado de Martin.

## Demografia
Segundo o censo americano de 2000, a sua população era de 721 habitantes.
Em 2006, foi estimada uma população de 684, um decréscimo de 37 (-5.1%).

## Geografia
De acordo com o United States Census Bureau tem uma área de
2,4 km², dos quais 2,4 km² cobertos por terra e 0,0 km² cobertos por água. Welcome localiza-se a aproximadamente 379 m acima do nível do mar.

## Localidades na vizinhança
O diagrama seguinte representa as localidades num raio de 16 km ao redor de Welcome.